# شكرا لخدمتك (فلم 2015)
شكرًا لك على خدمتك هو فيلم وثائقي لعام 2015 من إخراج توم دوناهو يركز على فهمنا السطحي لصدمة الحرب والسياسات الفاشلة التي تنتج عنها. من خلال رصد الإهمال النظامي، يدعو الفيلم إلى تغيير داخلي كبير ويقدم خريطة طريق للأمل. عرض الفيلم لأول مرة في DOC NYC في نوفمبر 2015.

## ملخص
يروي كتاب "شكرًا لك على خدمتك" قصة الصحة العقلية بين قدامى المحاربين في الجيش الأمريكي. يروي الفيلم قصص أربعة من قدامى المحاربين في حرب العراق مع مقابلات صريحة مع كبار القادة العسكريين والمدنيين. ومن بين الذين أجريت معهم المقابلات وزير الدفاع روبرت جيتس، والجنرالان ديفيد بترايوس ولوري ساتون، وسيباستيان جونجر ، ونيكولاس كريستوف، وديكستر فيلكينز ، والجنرال بيتر كياريلي، وغاري سينيز ، ورئيس هيئة الأركان المشتركة، والأدميرال مايك مولن، والسيناتور باتي موراي، ورئيس البلدية رودي جولياني، والعقيدان لاري ويلكرسون وديف ساذرلاند. وصفت صحيفة نيويورك تايمز الفيلم بأنه "مؤثر للغاية" و"مهم"، وهو عبارة عن دراسة لسياسة الصحة العقلية الفاشلة في الجيش الأمريكي. يزعم الفيلم أن إنشاء هيئة الصحة السلوكية ضروري لضمان المساءلة في سلسلة القيادة العسكرية تجاه الصحة العقلية.

## عروض
شكرًا لك على خدمتك، عرض لأول مرة في DOC NYC في نوفمبر 2015. وفاز بجائزة أفضل فيلم وثائقي في مهرجان جي آي السينمائي لعام 2016 وجائزة التأثير في مهرجان إيلومينيت السينمائي لعام 2016. وصفت لورا لو ميليت، المؤسسة المشاركة لمهرجان جي آي السينمائي، الفيلم بأنه "أحد أقوى الأفلام وأكثرها تأثيرًا التي شاهدتها على الإطلاق".
بعد إصداره في DOC NYC، عرض فيلم Thank You for Your Service في مهرجان ميامي السينمائي الدولي، ومهرجان سانتا باربرا السينمائي الدولي، ومهرجان بيج سكاي للأفلام الوثائقية، ومهرجان مونتكلير السينمائي، ومهرجان ماين السينمائي الدولي، وغيرها.  ثم امتلكت حقوقه شركة Gathr Films وعرض في دور العرض في سبتمبر / أكتوبر 2016 في نيويورك ولوس أنجلوس وواشنطن العاصمة

## تأثير
استضاف الصليب الأحمر الأمريكي وأعضاء مجلس الشيوخ الأمريكي أنجوس كينج وباتي موراي ورون وايدن وجو دونيلي العرض الأول للفيلم في العاصمة واشنطن؛ وحضر كينج ودونيلي وشاركا في جلسة أسئلة وأجوبة استضافها ديفيد مارتن من شبكة سي بي إس. عرض الفيلم لأول مرة في نيويورك على متن السفينة الحربية يو إس إس إنتربيد في ميناء نيويورك، واستضافته مجموعة ثاير ليدر ديفيلوبمنت في ويست بوينت.
تم اقتراح التشريع المبني على هذا الفيلم إلى الكونجرس في عام 2018 تحت إشراف النائب سيث مولتون باعتباره قانون HR 5515، قانون تفويض الدفاع الوطني (NDAA). وسوف يتطلب هذا معالجة قضايا اضطراب ما بعد الصدمة وإنشاء خدمات الصحة العقلية في جميع قطاعات الجيش.

## تمهيد
وفي مراجعة الفيلم، كتب موقع هوليوود ريبورتر : "إذا لم يتمكن هذا الفيلم من حث الساسة على التحرك، فلن يتمكن أي شيء آخر من فعل ذلك".
ذكرت مراجعة لوس أنجلوس تايمز ، "بنفس الوضوح والطلاقة التي جلبها إلى مادة أكثر إشراقًا في Casting By، يسلط دوناهو الضوء على التقاطع المدمر بين الصدمة الشخصية والإهمال المؤسسي في عصر الحرب الدائمة."
كتبت مجلة فيلم جورنال إنترناشيونال: "إن فيلم " شكرًا لك على خدمتك" يثير الغضب والعار على قدم المساواة، ويوضح الافتقار إلى دعم الصحة العقلية المقدم للرجال والنساء في القوات المسلحة للولايات المتحدة - والعواقب المأساوية لهذا الإهمال."

## روابط خارجية
- شكرا لخدمتك  في قاعدة بيانات الأفلام على الإنترنت (بالإنجليزية)
- الموقع الرسمي